# Real Oviedo
O Real Oviedo (em asturiano: Real Uviéu) é um clube de futebol profissional espanhol com sede em Oviedo, Astúrias. Fundado em 26 de março de 1926, o clube joga a La Liga, a primeira divisão do futebol espanhol. O clube joga no Novo Estádio Carlos Tartiere.

## História
Fundado em 1926 após a fusão do Estádio Ovetense e do Real Club Deportivo Oviedo. O primeiro foi fundado por jovens que haviam estudado na Inglaterra, onde o foot-ball já era popular. E o segundo clube foi fundado alguns anos depois, a partir de uma cisão do primeiro. Carlos Tartiere foi o presidente inaugural quando o clube foi estabelecido. O Oviedo chegou à La Liga pela primeira vez sete anos depois.
O seu quarteto ofensivo composto por Emilín, Galé, Herrerita e Isidro Lángara (todos representaram a Espanha neste período), assim como Casuco e Ricardo Gallart modernizaram o jogo com o seu ritmo e a sua corrida sem a bola, com passes precisos e futebol de um toque, tocadas num estilo 30/40 anos antes do seu tempo, sendo apelidadas de Delanteras Eléctricas; tudo isso estava ligado a um rígido regime de treinamento e condicionamento físico iniciado por um antigo treinador do clube, o inglês Fred Pentland.
Lángara ganhou o Troféu Pichichi três anos consecutivos antes da Guerra Civil Espanhola, já que Oviedo quebrou todos os recordes de gols (174 gols em 62 jogos da liga). Com a eclosão do conflito, no entanto, a equipe se desfez: Lángara emigrou para a América do Sul, Herrerita e Emilín assinaram com o Barcelona, Galé com o Racing de Santander e Gallart com o Racing de Ferrol.
Quando o futebol foi retomado no país em 1939, Oviedo não pôde jogar a temporada 1939-1940, pois seu campo foi considerado inutilizável — as tropas de Francisco Franco usaram o estádio como depósito de munições. Durante as décadas seguintes, o clube se recuperou entre o primeiro e o segundo níveis, sendo o ponto alto a melhor terceira posição em 1962-63 (classificando-se em primeiro lugar com o Real Madrid após as primeiras 15 rodadas), enquanto o mais baixo foi o primeiro rebaixamento do time para a Segunda División B, em 1978 (por uma única temporada).
Com a Copa do Mundo FIFA de 1982 a ser realizada na Espanha, o Estádio Carlos Tartiere foi completamente reformado, a primeira partida foi realizada com a seleção chilena perdendo para a seleção argelina por 3x2. Em 1984-85, Oviedo venceu a extinta Copa da Liga Espanhola (segunda divisão), após derrotar sucessivamente Salamanca, Bilbao Athletic, CF Lorca Deportiva, Sabadell e Atlético Madrileño (este último com um agregado de 2-1 na final).
Em 1988, Oviedo retornou à primeira divisão, após eliminar o Mallorca nos playoffs de promoção (2–1 no total, com o atacante Carlos Muñoz, que se destacaria no clube nos anos seguintes, marcando um dos gols), e permaneceu nesse nível por 13 temporadas consecutivas – em 1990-91 terminou em sexto, classificando-se pela primeira vez para a Europa e sendo eliminado na primeira rodada pelo Genoa da Itália (1–3). O Oviedo se recuperou da derrota imediatamente, com uma vitória por 2 a 1 no Camp Nou sobre o Barcelona.
Depois daquele ano de sucesso, houve temporadas mais brilhantes e outras em que o rebaixamento foi evitado por pouco (em 1998, o Real Oviedo conseguiu passar no playoff de rebaixamento e se manter na competição após vencer o Las Palmas). Em poucas palavras, os Carbayones tiveram uma trajetória excepcional na La Liga durante a década de 1990 com um time que contava com os melhores jogadores internacionais. Em 1992, o Real Oviedo, assim como a maioria dos clubes de futebol espanhóis, foi forçado a se tornar uma empresa esportiva pública limitada. O capital social inicial do Real Oviedo era de € 3,6 milhões.
Em 2000, o Novo Estádio Carlos Tartiere, com capacidade para 30.500 lugares, tornou-se o novo estádio do Real Oviedo. Foi inaugurado oficialmente em 20 de setembro de 2000 com uma partida entre o Real Oviedo e o Partizan Belgrado, onde o Real Oviedo perdeu por 0 a 2 para o time sérvio. Três dias antes, Real Oviedo e Las Palmas empataram por 2 a 2 no primeiro jogo da temporada 2000-01.

## Títulos
- Segunda Divisão Espanhola (5): 1932–33, 1951–52, 1957–58, 1971–72, 1974–75
- Segunda División B: 2014-2015
- Tercera División (4): 2003–04, 2004–05, 2007–08, 2008–09